# Lingue della Valle d'Aosta
Le lingue della Valle d'Aosta riconosciute ufficialmente sono la lingua italiana e quella francese; tradizionalmente diffuse sono la lingua francoprovenzale, nella locale variante valdostana, e il walser nella valle del Lys. L'identità francofona della regione si costituì tra il XV e il XVI secolo, per poi passare in secondo piano a partire dal XX secolo.

## Storia
Nel 1532, ad Aosta fu redatto il primo atto notarile al mondo in lingua francese, mentre a Parigi era ancora in uso il latino. Nel 1536 la Valle d'Aosta, in particolare il Conseil des Commis, fu la prima amministrazione al mondo ad adottare la lingua francese come idioma ufficiale, tre anni prima dello stesso Regno di Francia. La lingua francese, forte del suo prestigio letterario, cominciò ad attirare l'interesse dell'élite locale a partire dal XV secolo, anche se sono state rinvenute iscrizioni in lingua francese antica risalenti già al XIII secolo. Nel 1561, con l'editto di Rivoli emesso da Emanuele Filiberto di Savoia, il francese sostituì il latino negli atti ufficiali e nei tribunali. A partire dal XVII secolo le écoles de hameau consentirono l'apprendimento della lingua francese anche agli strati popolari delle zone rurali, oltreché un ampio livello di alfabetizzazione. Lo Statuto Albertino del 1848 garantì la tutela del francese in Valle d'Aosta.
L'italiano divenne ufficiale nel 1861 a seguito della costituzione del Regno d'Italia. Il francese venne bandito durante il fascismo. Lo Statuto speciale del 1948 riconobbe al francese il rango di lingua co-ufficiale insieme all'italiano in tutti gli ambiti, eccettuata l'amministrazione della giustizia, in cui i provvedimenti dell'autorità giudiziaria vengono redatti unicamente in italiano. Esiste tuttavia l'obbligo di assicurare la traduzione in lingua francese nel caso in cui una o più parti interessate non conoscano la lingua italiana.
Nell'ambito scolastico, il DL n°365 del 11 novembre 1946 (art.2) indica che per insegnare in Valle d'Aosta è necessario conoscere il francese. Secondo lo Statuto di autonomia, in Valle d'Aosta il francese e l'italiano sono obbligatoriamente insegnati nella stessa quantità di ore (art.39), mentre le restanti materie possono essere insegnate nell'una o nell'altra lingua. Sempre nello Statuto, l'art.40 autorizza la Regione autonoma ad adattare le norme e i programmi nazionali riguardanti l'insegnamento delle discipline in lingua francese. Il DPR n°861 del 31 ottobre 1975 (art.5) precisa che per insegnare in Valle d'Aosta è necessario avere sostenuto un esame di pieno conoscimento del francese, se si è di lingua materna italiana, o viceversa di italiano, se si è di lingua materna francese. La legge italiana n°196 del 16 maggio 1978 indica le modalità di adattamento dei programmi nazionali all'insegnamento delle materie in lingua francese e precisa che i membri delle commissioni giudicatrici Statali devono conoscere la lingua francese.

## Ripartizione linguistica

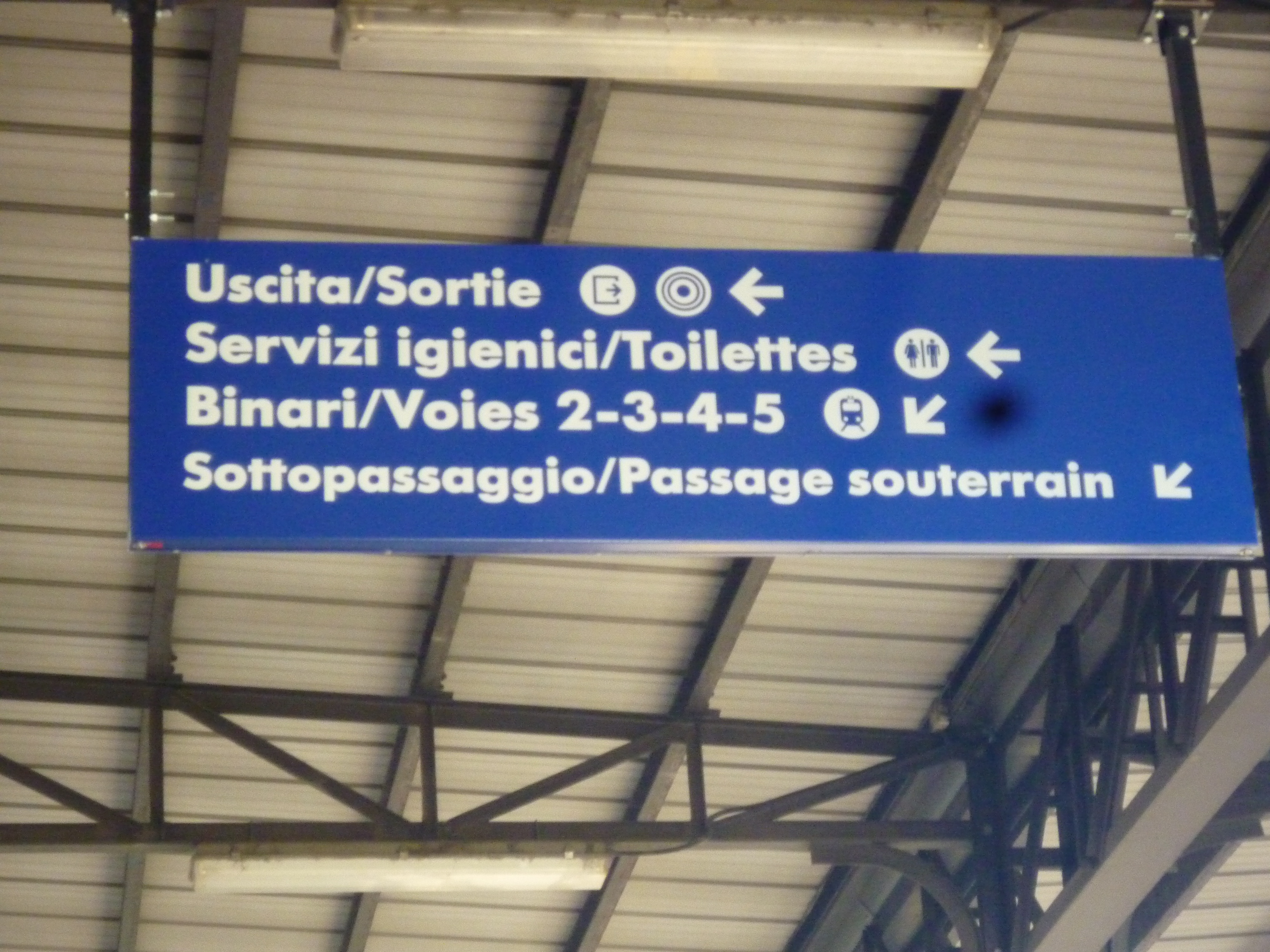
Cartello bilingue italiano-francese alla stazione di Aosta

Secondo l'ultimo censimento linguistico della popolazione italiana, messo in atto nel 1921, l'88% dei Valdostani era classificato come francofono. Secondo un'inchiesta condotta tra il 1980 e il 1983 su un gruppo di insegnanti, in ambito domestico il 48,4% degli intervistati utilizzava principalmente l'italiano, il 48,1% il francoprovenzale e il 3,5% il francese. A lezione invece la totalità degli intervistati usava abitualmente l'italiano, l'80% il francese e il 24% il francoprovenzale. Un altro sondaggio condotto nel 1967 su un campione di 7707 alunni delle scuole elementari rilevò che il 44,8% usava in famiglia l'italiano, il 43% il francoprovenzale, lo 0,5% il francese, mentre il rimanente 11,7% parlava vari altri idiomi come il piemontese.
Il sondaggio della Fondation Émile Chanoux, effettuato su 7500 questionari nel 2001, fece emergere la dominanza dell'italiano in tutti i contesti, l'uso del francese in ambiti istituzionali e culturali, e la stabilità del francoprovenzale nella comunicazione intra-familiare e locale, soprattutto nelle zone rurali.
In virtù del fatto che l'istruzione è in prevalenza impartita in italiano, contrariamente a quanto disposto dallo Statuto speciale della Regione, i dati riguardanti la lingua madre sono largamente in favore di questa lingua:
| Lingua           | Lingua           |  | percentuale | percentuale |
| ---------------- | ---------------- |  | ----------- | ----------- |
| Italiano         | Italiano         |  | 71,50%      | 71,50%      |
| Francoprovenzale | Francoprovenzale |  | 16,20%      | 16,20%      |
| Francese         | Francese         |  | 0,99%       | 0,99%       |

I dati riguardanti la competenza linguistica della popolazione valdostana mostrano una realtà più eterogenea:
| Lingua                      | Lingua                      |  | percentuale | percentuale |
| --------------------------- | --------------------------- |  | ----------- | ----------- |
| Italiano                    | Italiano                    |  | 96,01%      | 96,01%      |
| Francese                    | Francese                    |  | 75,41%      | 75,41%      |
| Francoprovenzale valdostano | Francoprovenzale valdostano |  | 55,77%      | 55,77%      |
| Le tre lingue               | Le tre lingue               |  | 50,53%      | 50,53%      |

All'inizio del XXI secolo, di fatto la lingua predominante in Valle d'Aosta è quasi sempre l'italiano, anche se, in limitati ambiti, sono preponderanti il francese e/o il francoprovenzale.

## Toponomastica
I toponimi in Valle d'Aosta sono unicamente in francese, ad eccezione di Aosta, che prevede due nomi ufficiali (Aosta / Aoste).

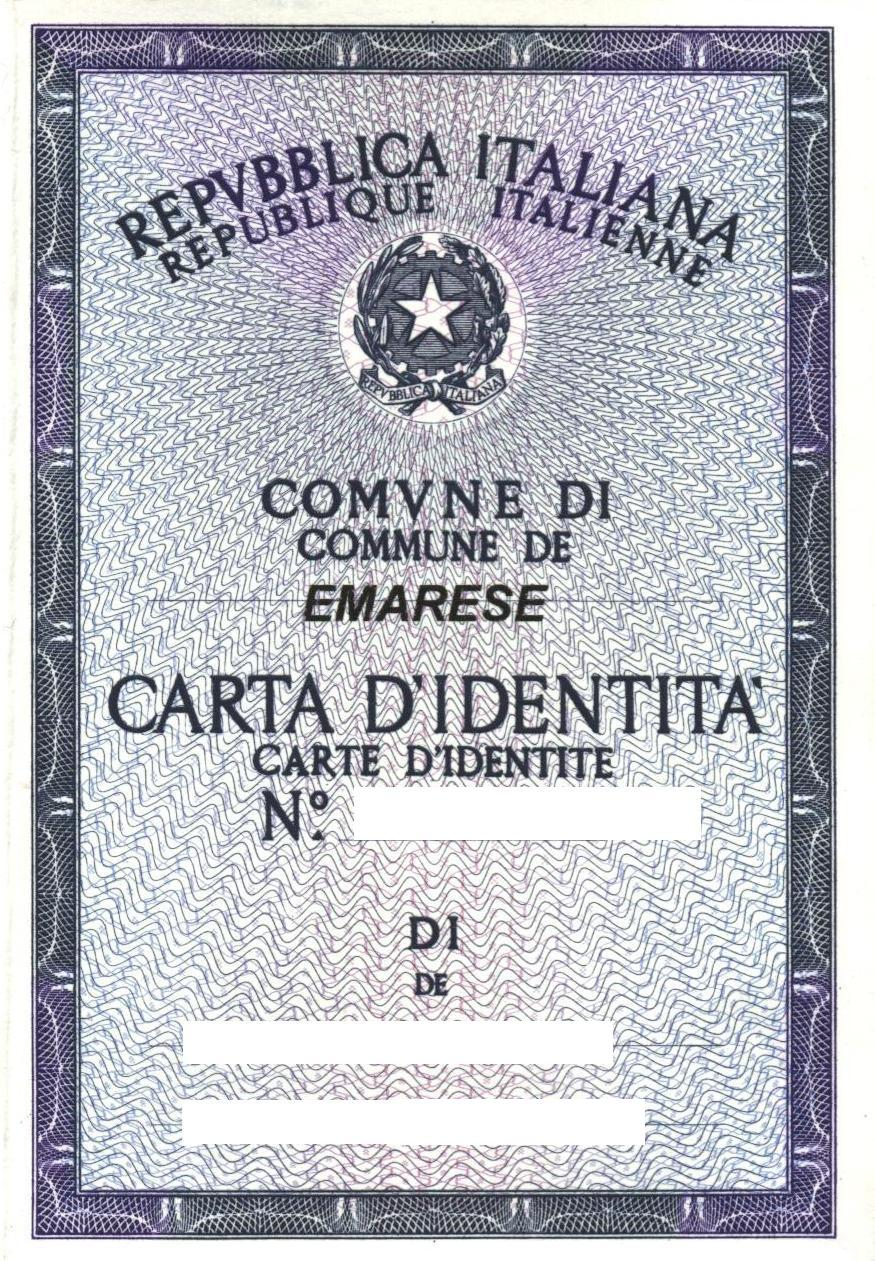
Carta d'identità bilingue italiano-francese

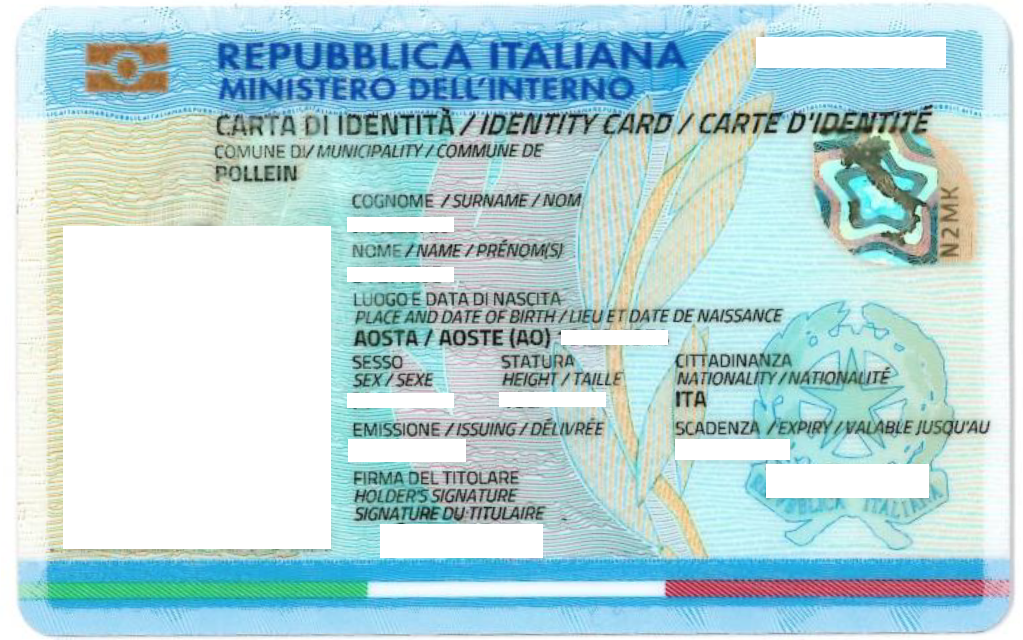
Carta d'identità elettronica trilingue italiano-inglese-francese (2019)

I toponimi dei comuni di Gressoney-Saint-Jean e di Gressoney-La-Trinité sono ufficialmente espressi in Titsch, e prevedono una versione non ufficiale in tedesco standard.

Nel comune di Issime, la toponomastica è bilingue francese/Töitschu.

## Segnaletica stradale

Segnaletica bilingue italiano-francese, Villefranche de Quart

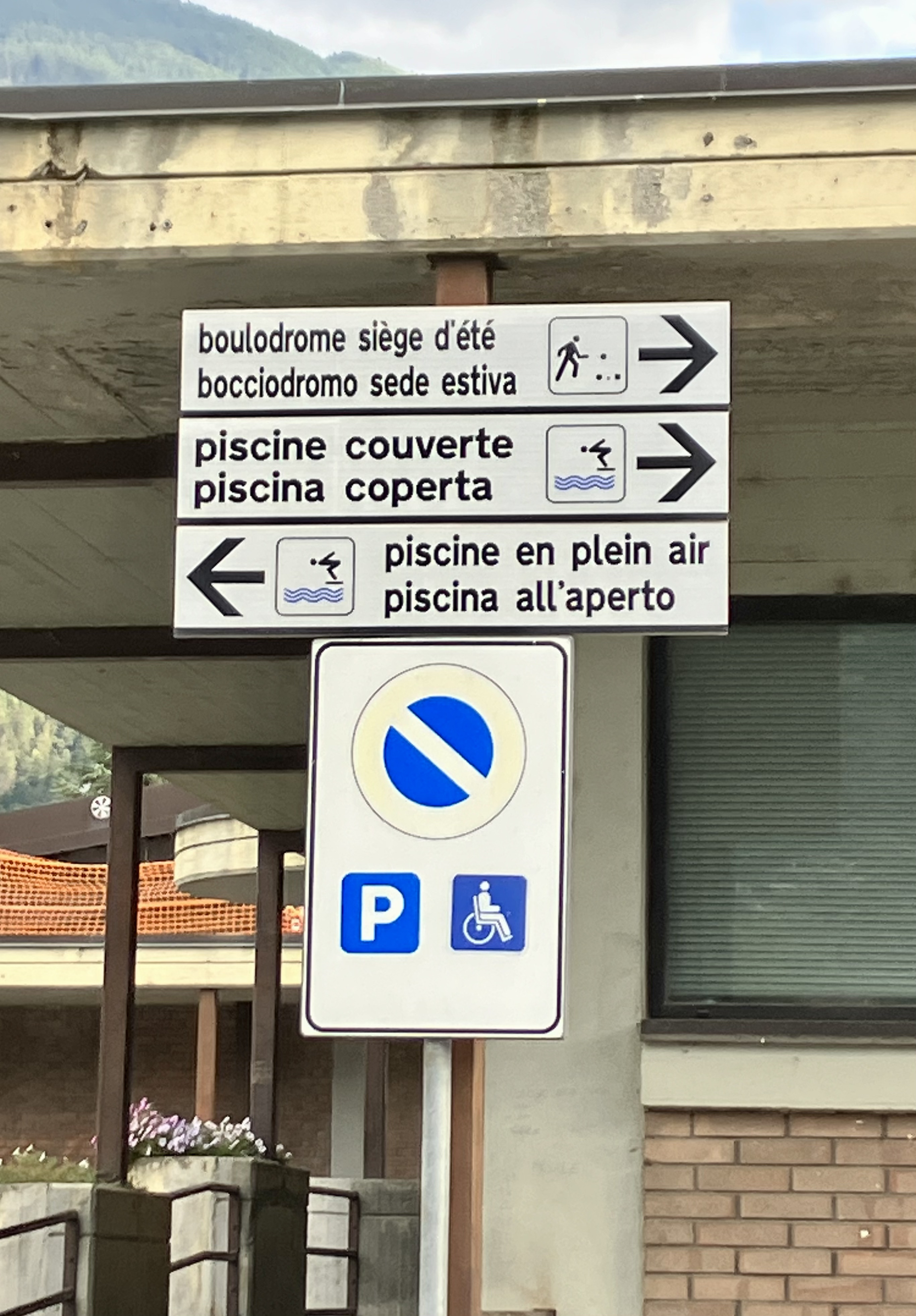
Segnaletica bilingue francese-italiano, Chambarlet, Aosta

La segnaletica stradale, autostradale e cittadina è espressa sia in lingua italiana sia francese, con l'aggiunta del tedesco nelle aree walser.

## Mezzi di informazione
Il TG regionale di Rai Vd'A va in onda in italiano, francese e francoprovenzale senza obbligo di sottotitoli.

Le emittenti francofone France 2, RTS, France 24 e TV5 Monde sono disponibili gratuitamente in Valle d'Aosta secondo degli accordi internazionali.

## Lingua francese
In Valle d'Aosta fu redatto il primo documento notarile in lingua francese al mondo nel 1532, quando a Parigi si usava ancora il latino, mentre nel 1536 il Conseil des Commis adotta come lingua di lavoro il francese, divenendo la prima amministrazione al mondo ad usarlo, 3 anni prima della Francia stessa. Il francese divenne lingua ufficiale della Valle d'Aosta con la promulgazione dell'Editto di Rivoli da parte di Emanuele Filiberto I il 22 settembre 1561. In Valle d'Aosta si sviluppò da allora un bilinguismo francese-francoprovenzale: la prima lingua era quella dell'amministrazione e della Chiesa, mentre la seconda quella del popolo, frammentata in una moltitudine di dialetti. Un simile fenomeno si riscontra anche nei territori d'oltralpe che insieme con la Valle d'Aosta avevano costituito il Regno di Borgogna (Savoia, Svizzera romanda e altri territori a nord-ovest).
Il ruolo rivestito dal francese sono in questo contesto, in contrasto con l'uso a livello locale, dominato dal patois. Le competenze attive sono generalmente attribuite agli strati agiati della società, in particolare in città, oltre ai mercanti, ai notai, ai funzionari e al clero. A partire dall'inizio del XVI secolo, una importante « Eschole » a Aosta permette agli istitutori rurali di imparare il francese. Il collegio Saint-Bénin, un istituto classico di studi superiori, svolge un ruolo fondamentale nella diffusione del francese in Valle d'Aosta. È infine attraverso l'istituzione, a partire dalla metà del XVII secolo, di una fitta rete di Écoles de hameau ("scuole di villaggio") che il francese si diffonde stabilmente anche nelle campagne. Una conseguenza di questo processo è un tasso di alfabetizzazione degli strati bassi della popolazione in controtendenza rispetto al resto d'Italia all'inizio del XX secolo, dove si registrava una percentuale media molto più bassa. Queste scuole, dirette prevalentemente dal clero, beneficiano di sovvenzioni private.
Il bilinguismo francese-francoprovenzale continuò immutato fino al 1861 quando, con l'Unità d'Italia e la cessione della Savoia alla Francia, la Valle d'Aosta si ritrovò a essere l'unica regione francofona del regno d'Italia.
Durante il periodo fascista fu proibito l'uso del francese e avviato un processo forzato di italianizzazione, attraverso la chiusura delle école de hameau ("scuole di villaggio") e dei periodici francofoni locali, la traduzione dei toponimi in italiano e l'immigrazione in massa di forza lavoro da tutte le regioni italiane, in particolare dalla Calabria e dal Triveneto.
Dopo la seconda guerra mondiale, la situazione cambiò in maniera sensibile. Il 26 febbraio 1948, la Valle d'Aosta fu costituita in Regione Autonoma a Statuto Speciale, ottenendo l'ufficializzazione del bilinguismo italiano-francese e la soppressione dei toponimi in italiano imposti dal regime fascista. La politica di bilinguismo perfetto applicata in Valle d'Aosta prevede l'insegnamento parificato delle lingue italiana e francese a tutti i livelli, confermato dalla legge regionale n. 53 del 1994.

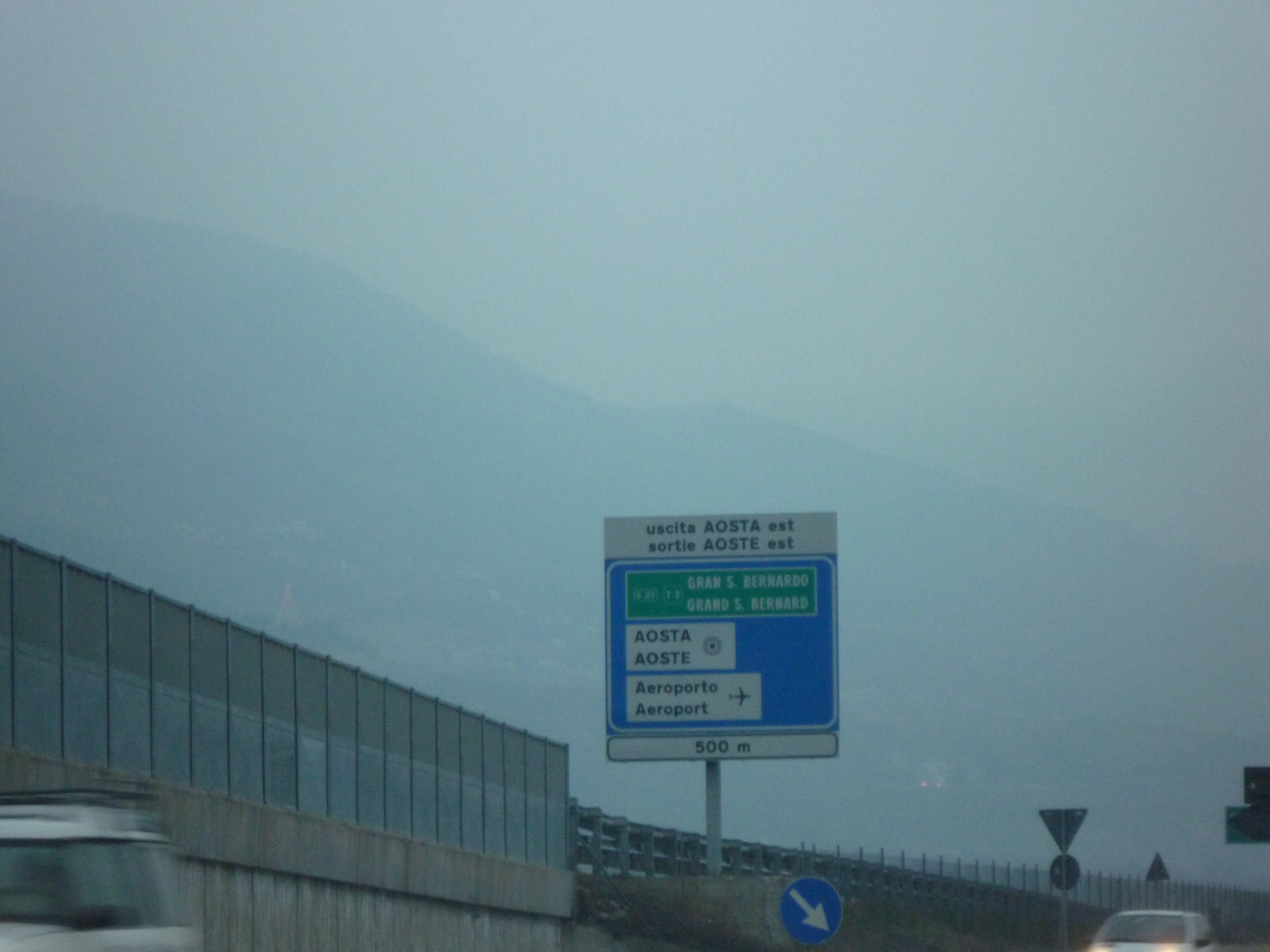
Segnaletica bilingue italo-francese sulla autostrada A5

Il francese valdostano è marcato a tutti i livelli: ortografico, fonetico, morfologico, sintattico e lessicale.
Esiste un ufficio per la promozione della lingua francese in Valle d'Aosta, l'Office de promotion de la langue française.
Il francese è utilizzato in tutti gli ambiti pubblici.
La toponomastica è unicamente in francese, tranne per Aosta/Aoste e Breuil-Cervinia, che presentano rispettivamente due versioni dello stesso toponimo e un toponimo doppio.
Secondo la legge regionale n.53 del 1994, l'educazione scolastica viene impartita in italiano e francese a tutti i livelli.
La Valle d'Aosta è membro dell'Association internationale des régions francophones (Associazione Internazionale delle Regioni Francofone - AIRF).
Tutti i partiti politici regionali hanno solo un nome in francese (il più importante è l'Union Valdôtaine) e pubblicano anche giornali in francese.

## Lingua francoprovenzale

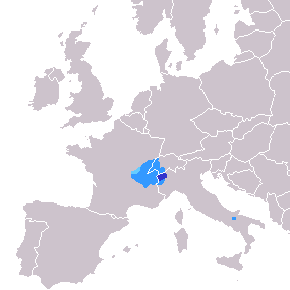
Diffusione del francoprovenzale: Colore blu: Protetto, Colore azzurro: Zona storica, Colore azzurro chiaro: zona di transizione

Il francoprovenzale costituisce uno strumento di comunicazione attiva in Valle d'Aosta, nella sua variante locale (patois valdôtain), dov'è conosciuto e parlato dalla maggior parte della popolazione e gode di tutela.
La regione ha istituito il Bureau régional pour l'ethnologie et la linguistique (BREL), che sviluppa e coordina le ricerche etnografiche e linguistiche in Valle d'Aosta. Il Centre d'études francoprovençales René Willien (CEFP), che trae il suo nome dallo scrittore valdostano René Willien, si occupa in particolare dello studio della lingua francoprovenzale.
A partire dagli anni 1970, numerosi tentativi sono stati messi in atto da parte di alloglotti per imparare il francoprovenzale. Il numero di questi nouveaux patoisants ("nuovi locutori del patois") si stima a qualche migliaia, con lingua madre scandinava, araba, inglese e albanese, oltre all'italiano e al francese, tra le altre.
Si sono svolti, nella primavera 2013, i primi 83 corsi facoltativi di francoprovenzale nelle scuole valdostane. Il progetto pilota che ha coinvolto 36 istituzioni scolastiche valdostane, di ogni ordine e grado, distribuite su tutto il territorio regionale, ha riscosso un buon successo tra i partecipanti.

## Lingua italiana
L'italiano regionale valdostano presenta influenze provenienti dal francese valdostano e dal patois, soprattutto a livello fonetico e lessicale.
Per esempio, l'uso di parenti invece di genitori, che corrisponde alla bisemia del francese parents e del francoprovenzale parèn, oppure di locuzioni del tipo fermare la porta invece di chiudere la porta, influenzate dal falso amico fermer (francese) e fremé (patois).
Sul piano fonetico, l'italiano regionale valdostano è caratterizzato dalla pronuncia ovulare ("alla francese") della vibrante /r/ (es. "allora" [alˈloʀa, alˈloʁa]), che può talvolta essere aspirata [h] ([alˈloha]) o sincopata in posizione intervocalica ([alˈloa]). Per quanto riguarda le vocali, esse sono pronunciate normalmente come in patois, il che genera delle differenze rispetto all'italiano standard, come per "cosa" ('o' chiusa).
Un jod è spesso presente prima delle consonanti occlusive velari sorde, come per es. anche [ankjə].

## Lingua walser

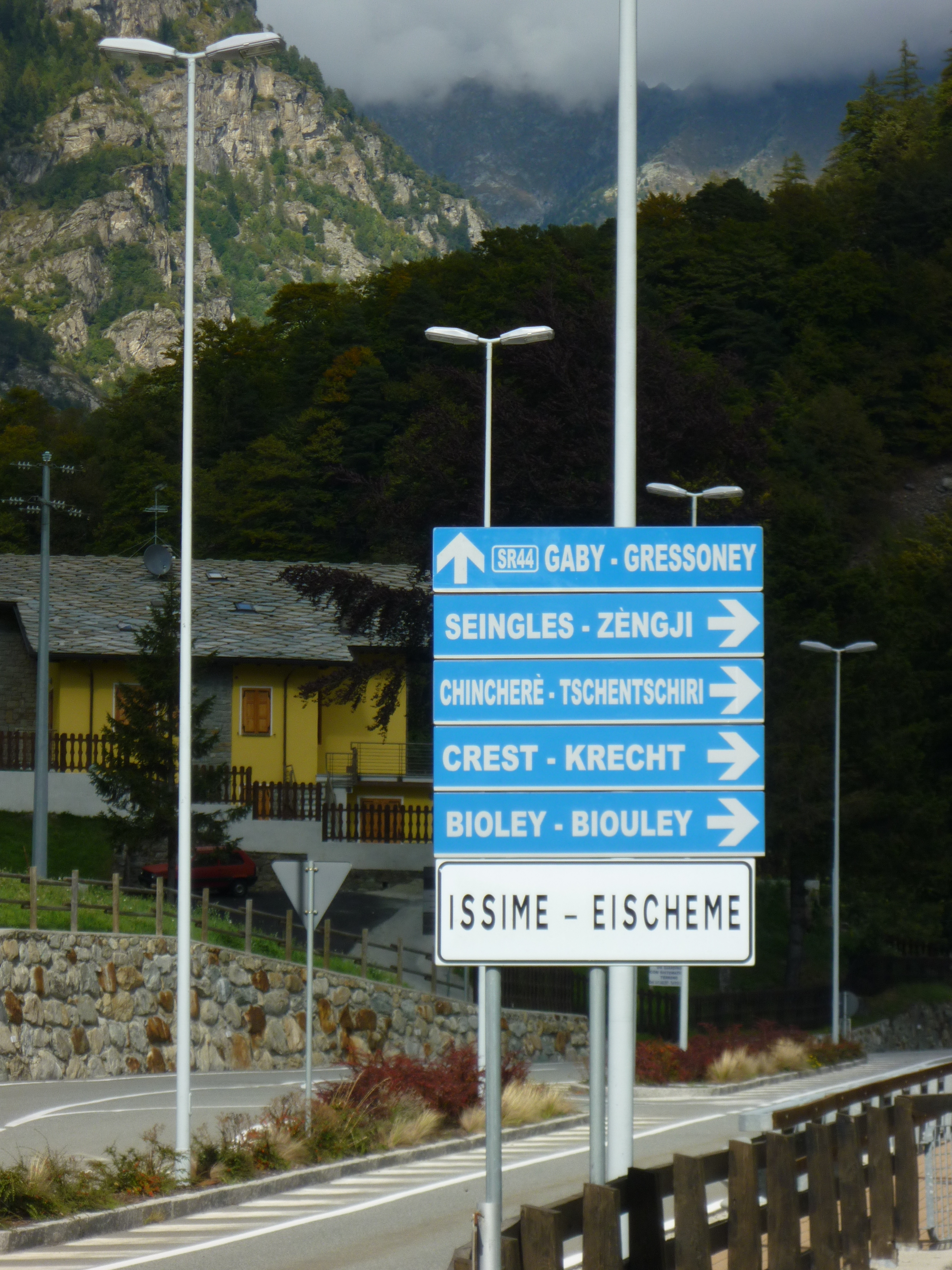
Indicazioni stradali bilingui (francese-Töitschu) a Issime

La lingua walser è parlata in tre comuni della Valle del Lys: Issime, Gressoney-Saint-Jean e Gressoney-La-Trinité. I dialetti walser valdostani sono definiti Titsch nei due Gressoney e Töitschu a Issime.
È protetto dalla legge n. 482 del 1999 e dalla legge regionale n. 47 del 1998. Dal 2001 anche lo statuto speciale della Valle d'Aosta riconosce i diritti dei walser e garantisce, tra l'altro l'insegnamento dell'idioma: la lingua walser, nelle due varianti locali Titsch (a Gressoney) e Töitschu (a Issime), viene insegnata nelle scuole dei 3 comuni accanto al tedesco, al francese e all'italiano.
Due associazioni culturali sono attive all'interno dell'Unité des Communes valdôtaines Walser (ted. Union der Aostataler Walsergemeinden) per la salvaguardia della cultura walser: il Walser Kulturzentrum di Gressoney-Saint-Jean e l'Associazione Augusta di Issime, che organizzano inoltre corsi rispettivamente di Titsch e Töitschu.

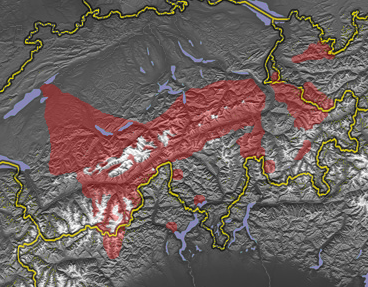
Diffusione del dialetto alemannico, di cui fa parte il walser

Nel 1992, il 53,8% degli alunni conosceva il walser.
Gli abitanti di questi tre comuni germanofoni possono disporre di competenze linguistiche quintuple, in particolare delle lingue walser, francese, francoprovenzale, piemontese e italiano.
Di seguito sono presentati i dati riguardanti le competenze linguistiche della lingua walser :
| Paese     | Percentuale parlanti |
| --------- | -------------------- |
| Issime    | 80 % (1992)          |
| Gressoney | 35 % (stima 2002)    |

Di seguito sono presentati i dati riguardanti le competenze linguistiche del dialetto walser di Gressoney-Saint-Jean e Gressoney-La-Trinité (titsch):
| Anno | Percentuale parlanti |
| ---- | -------------------- |
| 1901 | 90 %                 |
| 1921 | 90 %                 |
| 1979 | 40 %                 |
| 2002 | 35 %                 |

## Lingua piemontese
Nella bassa valle, è conosciuto anche il piemontese nella sua variante canavesana, in virtù dei rapporti storici e commerciali con il Canavese. Limitatamente ai comuni di Pont-Saint-Martin, Verrès e Bard, il piemontese canavesano è stato in certi casi anche praticato in famiglia, sebbene questa tendenza si sia invertita in favore del francoprovenzale o dell'italiano nella seconda metà del XX secolo.
Fino alla metà del '900, il piemontese ha inoltre svolto un ruolo di lingua franca a livello regionale per la comunicazione tra parlanti francoprovenzali e/o walser in situazioni di contatto a lunga distanza, come mercati e fiere regionali.